# Skåne (traghetto)
Lo Skåne è un traghetto appartenente alla compagnia di navigazione Stena Line.

## Servizio
Varato il 9 agosto 1997 nel cantiere navale Astilleros Españoles SA di Puerto Real con il nome di Skåne e consegnato il 22 giugno 1998 alla SweFerry, prende servizio il 7 agosto successivo sotto le insegne della Scandlines nei collegamenti tra Trelleborg e Rostock.

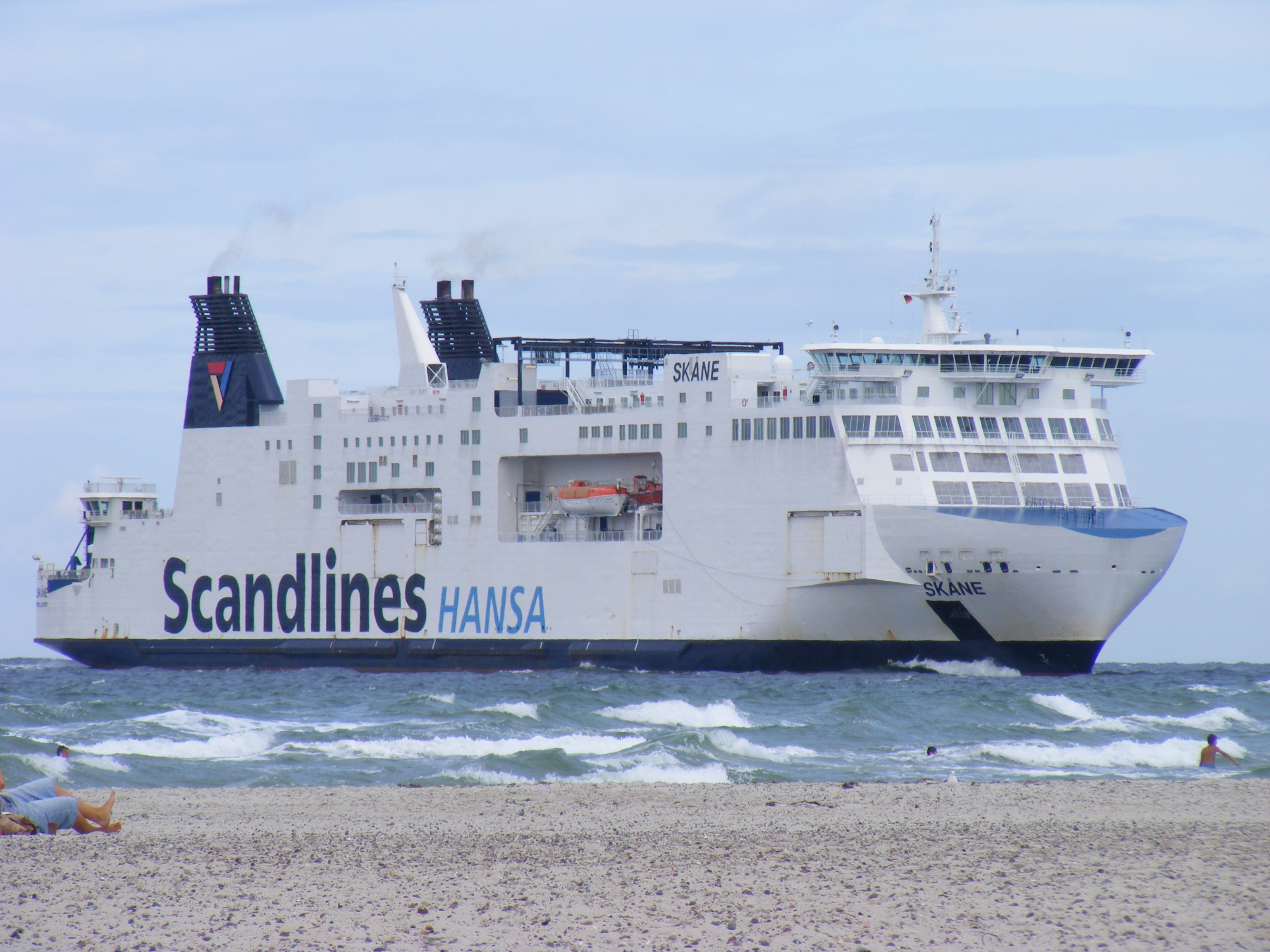
Lo Skåne in navigazione nel 2009.

Il 16 novembre 1999, con l'acquisizione della SweFerry da parte della Stena Line, passa a quest'ultima, continuando ad operare sulla stessa rotta.
Dal 24 al 26 luglio 2006 opera nei collegamenti tra Trelleborg e Mukran. Dal giorno successivo torna sulla Trelleborg-Rostock, dove opera tutt'oggi.
Dal 22 dicembre 2009 al 2012 opera sotto le insegne della Scandilines. Successivamente, torna ad operare per Stena Line.

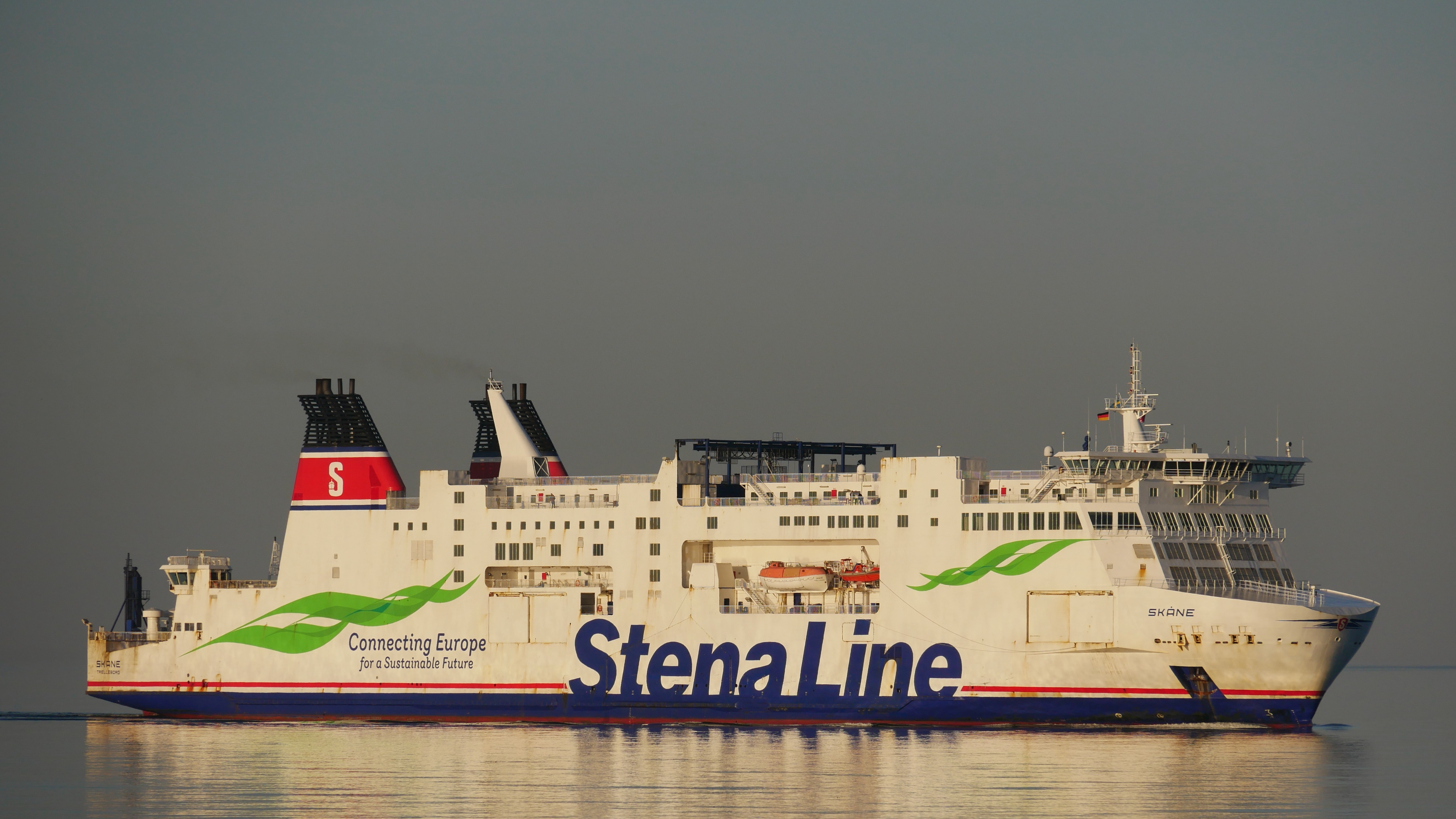
Lo Skåne in arrivo a Rostock nel 2021.